# Bradea kuhlmanni
Bradea kuhlmanni là một loài thực vật có hoa trong họ Thiến thảo. Loài này được Brade mô tả khoa học đầu tiên năm 1949.